# Жадан и Собаки
«Жадан и Собаки» (укр. «Жадан і Собаки»), ранее «Собаки в космосе» (укр. «Собаки в космосі») — украинская музыкальная группа из Харькова, образовавшаяся в 2000 году под именем «Собаки в космосе». В 2014 году в результате тесного сотрудничества Сергея Жадана с группой «Собаки в космосе» группа получила название «Жадан и Собаки». Выступает на двух языках — украинском, английском, определяя свой стиль как «эротическое ска».
Группа ведёт концертную деятельность на территории Украины и в сопредельных странах, участвовала в музыкальных фестивалях «Таврийские игры», «Раз. Liv», «Музыкальный Остров», «5 озер», «Мазепа-фест», «День Незалежностi з Махном» и др., выпустила альбомы «Вафли» (2002) и «Группа ищет Продюсера» (2008), сделана живая запись в Познани «Live in Poznan» (2011). Однако наибольшую известность принесло группе сотрудничество с украинским писателем Сергеем Жаданом. В 2008 г. Жадан и «Собаки в космосе» выпустили совместный альбом «Спортивний клуб армії», представлявший собой чтение Жаданом собственных стихов под аккомпанемент музыкантов группы, далее последовали другие совместные выступления, включая гастрольный тур 2011 года с выступлениями в Киеве, Познани, Тюбингене и Праге. С 2014 года с названием «Жадан и Собаки» группа выпустила альбомы «Бийся за неї» (2014), «Пси» (2016), «Мадонна» (2019).

## Состав группы
- Евгений Турчинов — вокал, гитара
- Андрей Пивоваров — бас, вокал
- Александр Меренчук — тромбон
- Виталий Бронишевский — барабаны
- Артём Дмитриченков — труба
- Сергей Кулаенко — клавишные
- Александр Приженков - туба

В разное время в группе играли: Виктор Кондратов — барабаны, Иван Пирожок — тромбон, Славик Небрат — труба, Дмитрий Голик — барабаны, Митя Анисимов — гитара, Ольга Долганова — саксофон, Миша Наумов — бас, Гена Коваль — барабаны, Виталий Гарбуз — аккордеон.